# Pergalumna melloi
Pergalumna melloi är en kvalsterart som beskrevs av Pérez-Íñigo och Baggio 1994. Pergalumna melloi ingår i släktet Pergalumna och familjen Galumnidae. Inga underarter finns listade i Catalogue of Life.